# گمینا اوستروروگ
گمینا اوستروروگ (به لهستانی:  Gmina Ostroróg) یک گمینا در لهستان است که در شهرستان شاموتوو واقع شده‌است. گمینا اوستروروگ ۸۴٫۹۹ کیلومتر مربع مساحت و ۴٬۸۶۵ نفر جمعیت دارد.